# Robert van Courtenay-Champignelles
Robert van Courtenay-Champignelles (1168 - Akko, 1239) was heer van Champignelles, de tweede zoon van Peter I van Courtenay en kleinzoon van koning Lodewijk VI van Frankrijk.  Zijn moeder was Elisabeth van Courtenay.

## Biografie
Robert van Courtenay-Champignelles nam deel aan de verovering van Normandië in 1204 en was aanwezig bij het beleg van Château Gaillard.  Tijdens deze oorlog streed hij aan de zijde van zijn neef Filips II van Frankrijk. Deze beloonde hem daarvoor met de burchten Conches en Nanoncourt. In 1210 nam hij ook het kruis aan om deel te nemen aan de Albigenzische Kruistocht; hij was aanwezig tijdens de belegeringen van Béziers, Carcassonne en Albi. In 1216 steunde hij de dauphin (de latere Lodewijk VIII van Frankrijk) bij diens pogingen Engeland binnen te vallen en te bezetten. Tijdens de Slag bij Lincoln in 1217 werd Robert door de Engelsen gevangengenomen. Toen Lodewijk VIII koning werd benoemde hij Robert van Courtenay tot zijn kamerheer (grand bouteiller). In 1228 vertrok hij naar het Heilige Land, waar hij tien jaar later stierf.

## Huwelijk en kinderen
Robert van Courtenay-Champignelles trouwde twee keer. De eerste keer met Constance de Toucy en vervolgens met Mahaut de Mehun. Hij kreeg de volgende kinderen:
- Peter van Courtenay-Conches (1218-1250)
- Willem van Courtenay-Champignelles -1280)
- Jan, aartsbisschop van Reims.
- Robert, bisschop van Orléans.